# 荒木秀夫
荒木 秀夫（あらき ひでお、1956年1月1日 - ）は、日本の実業家。佐川急便代表取締役社長を経て、SGホールディングス代表取締役社長。

## 来歴・人物
神奈川県出身。1980年3月、明治学院大学経済学部卒業。 1982年10月、東京佐川急便株式会社入社。

## 経歴
- 2000年7月 - 佐川急便 本社営業本部部長
- 2009年4月 - 佐川グローバルロジスティクス 代表取締役社長
- 2011年6月 - SGホールディングス 執行役員 兼 佐川グローバルロジスティクス 代表取締役社長
- 2012年1月 - SGホールディングス 執行役員 兼 佐川急便 専務取締役執行役員
- 2012年6月 - SGホールディングス 執行役員 兼 佐川急便 専務取締役 兼 佐川引越センター 取締役
- 2013年2月 - SGホールディングス 執行役員 兼 佐川急便 代表務取締役社長
- 2019年4月 - SGホールディングス 代表取締役社長[2]